# Arturo Chávez
Arturo Chávez Korfiatis (né le 12 janvier 1990) est un athlète péruvien, spécialiste du saut en hauteur.

## Carrière
Il porte son record personnel à 2,29 m le 5 juin 2016 à Monterrey avant de battre le record national péruvien en 2,31 m le 11 juin 2016 à Mexico. La première mesure représente le minima pour les Jeux olympiques de Rio. Il est invité à participer au meeting Herculis, ce qui représente le premier participant Péruvien à la Ligue de diamant, mais ne franchit aucune barre.

## Palmarès
| Date | Compétition                    | Lieu                 | Résultat | Marque |
| ---- | ------------------------------ | -------------------- | -------- | ------ |
| 2010 | Jeux sud-américains            | Medellin             | 5e       | 2,09 m |
| 2013 | Championnats d'Amérique du Sud | Carthagène des Indes | 7e       | 2,10 m |
| 2014 | Championnats du monde en salle | Sopot                | qual.    | NM     |
| 2014 | Jeux sud-américains            | Santiago             | 2e       | 2,18 m |
| 2015 | Championnats d'Amérique du Sud | Lima                 | 5e       | 2,10 m |
| 2016 | Championnats ibéro-américains  | Rio de Janeiro       | 4e       | 2,23 m |
| 2016 | Jeux olympiques                | Rio de Janeiro       | qual.    | 2,22 m |
| 2017 | Jeux Bolivariens               | Santa Marta          | 2e       | 2,18 m |
| 2019 | Jeux panaméricains             | Lima                 | 9e       | 2,15 m |

## Records
| Épreuve         | Épreuve      | Performance | Lieu   | Date         |
| --------------- | ------------ | ----------- | ------ | ------------ |
| Saut en hauteur | En plein air | 2,31 m (NR) | Mexico | 11 juin 2016 |